# Otto Zardetti
Otto Zardetti, né le 24 janvier 1847 à Rorschach (Saint-Gall) et mort 10 mai 1902 à Rome, est un prélat suisse de l'Église catholique romaine.

## Biographie
John Joseph Frederick Otto Zardetti naît le 24 janvier 1847 à Rorschach dans le canton de Saint-Gall. Il est le fils de Joseph, un commerçant, et d'Anna von Bayer. 

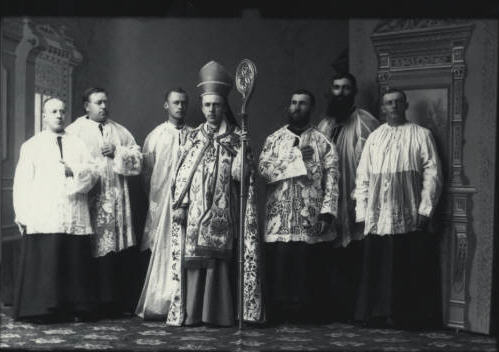
Otto Zardetti et d'autres théologiens en 1890.

Il obtient un doctorat en théologie à Innsbruck en 1870. Il est ordonné la même année.
Il enseigne au petit séminaire entre 1871 et 1874, est bibliothécaire de la collégiale entre 1874 et 1876. Il est custode et chanoine résident de Saint-Gall entre 1876 et 1881.
En 1881, il arrive aux États-Unis.
Il est professeur de dogmatique à Milwaukee entre 1881 et 1889. Le diocèse de Saint Cloud (en) dans le Minnesota est fondé le 22 septembre 1889, et, le 20 octobre 1889, Otto Zardetti est consacré comme son premier évêque. Il occupe ce poste jusqu'en 1894. Il est archevêque de Bucarest entre 1894 et 1896. Entre 1896 et 1902, il est archevêque titulaire de Mocissus (de) et chanoine de Sainte-Marie-Majeure à Rome. Il incarne l'aile ultra conservatrice du clergé saint-gallois. Il ne réussit à s'imposer ni à Saint-Cloud, ni à Bucarest, il intrigue comme consultant de la curie contre toute réforme du catholicisme et notamment contre l'américanisme.
Otto Zardett meurt le 10 mai 1902 à Rome.

## Publications
- La croix de l'Église, ou l'ébranlement et le réveil du catholicisme dans les temps modernes (trad. de l'allemand par P. Philipona), Fribourg, Imprimerie catholique suisse, 1876, 35 p. (présentation en ligne, lire en ligne).